# اللغة المروية

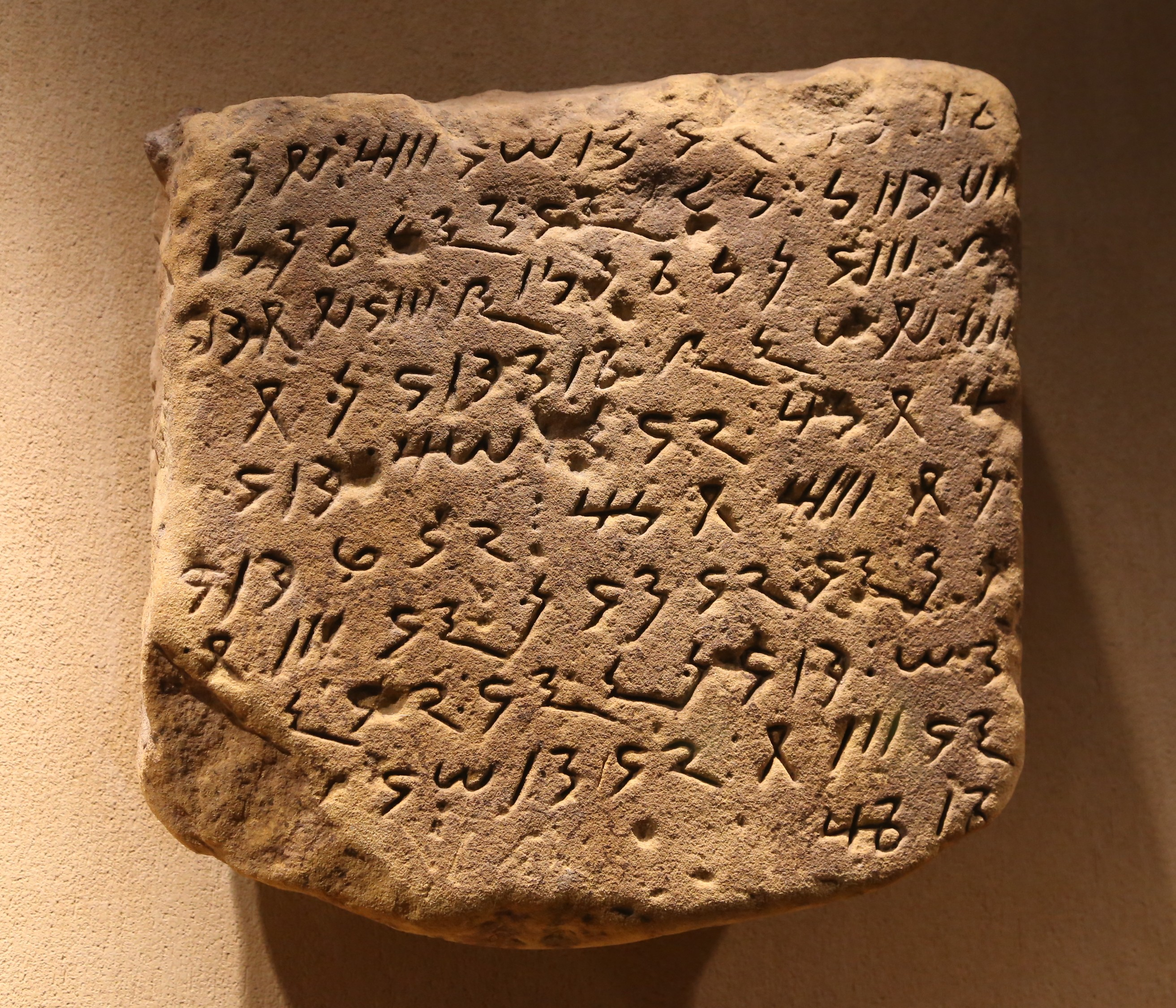
نقش مروي، القرن الأول الميلادي، المتحف المصري، ميونيخ

الحرف الهيروغليفي المروي

اللغة المروية ( /mɛroʊˈɪtɪk/ )، هي لغة كان يُتحدث بها في مروي (في السودان حاليا) خلال الفترة المروية (حوالي سنة 300 قبل الميلاد) وانقرضت حوالي 400 م. كانت اللغة مكتوبة في شكلين من الأبجدية المروية : الكتابة المرَّوية، والتي كانت تُكتب بالقلم  وتستخدم لحفظ السجلات العامة؛ والهيروغليفية المروية، التي كانت محفورة في الحجر أو تستخدم في الوثائق الملكية أو الدينية. وهي غير مفهومة بشكل جيد بسبب ندرة النصوص
الحروف المختزلة
𐦠 الذي يعني إ
𐦡 الذي يساوي الكسرة 
𐦢 الذي يساوي الياء الساكنة 
𐦣 الذي يساوي الواو الساكنة
𐦤 الذي يساوي الياء 
𐦥 الذي يساوي الواو
𐦦 يساوي الباء 
𐦧 حرف الباء الفارسية
𐦨 حرف الميم
𐦩 حرف النون
𐦪 الذي يساوي نَّ
𐦫 الذي يساوي ر
𐦬 الذي يساوي ل
𐦭 خ
𐦮 خّ
𐦯 ش
𐦰 هذا الحرف غير معروف و يقرأه البعض سَ
𐦱 سِ
𐦲 ك
𐦳 ق
𐦴 ت
𐦵 تِ
𐦷 د
```
ثنائية اللغة
[الإنجليزية]
 .
```